# گورچتسه (شهرستان اولتسکو)
گورچتسه (به لاتین: Gorczyce) یک روستا در لهستان است که در گمینا کوواله اولتسکیه واقع شده‌است.